# Leandro Putaro
Leandro Putaro (7 de gener de 1997) és un futbolista alemany que juga com a davanter.